# Míbor
El míbor és el tipus d'interès interbancari que s'aplicava al mercat de capitals de Madrid fins a la introducció de l'euríbor a la zona euro el gener de 1999. És l'acrònim de Madrid InterBank Offered Rate. És la base de l'interès per concloure préstecs interbancaris al mercat internacional. És una taxa que fluctuava d'acord amb l'estat del mercat i depenent del termini del préstec i de la moneda contractada.
Tot i ser substituït per l'euríbor el 1999, el Banc d'Espanya continua publicant-lo, com a referència de préstics hipotecaris anteriors a la introducció de l'euro.